# ダニー・クーフェルマンス
ダニー・クーフェルマンス（Danny Koevermans、1978年11月1日 - ）は、オランダ・スヒーダム出身の元同国代表サッカー選手、現サッカー指導者。現役時代のポジションはFW。

## 経歴
スパルタ・ロッテルダムでキャリアをスタート。2005年にAZアルクマールに移籍、2006-07シーズンのエールディヴィジでは22得点を記録した。しかしルイス・ファン・ハールの構想から外れ2007-08シーズンからはPSVアイントホーフェンへ移籍した。2011年6月29日、トロントFCに移籍した。2014年1月31日、FCユトレヒトとシーズン終了までの契約を結び母国に復帰した。2014年3月20日、脹脛の負傷の影響により現役から引退することを発表した。
2015年6月19日、プロデビューを果たしたクラブであるスパルタ・ロッテルダムのコーチに就任した。

## 代表歴
オランダ代表として2007年に28歳でオランダ代表に選出され、3月28日の欧州選手権予選対スロベニア戦で代表デビューを飾り、11月17日の同予選のルクセンブルク戦で初得点を決めた。

## タイトル
PSV
- エールディヴィジ : 2007-08
- ヨハン・クライフ・スハール : 2008

トロントFC
- カナディアン・チャンピオンシップ : 2012